# Transformers: Cyberverse
 (octobre 2023).
La mise en forme du texte ne suit pas les recommandations de Wikipédia : il faut le « wikifier ».
Les points d'amélioration suivants sont les cas les plus fréquents :
- Les titres sont pré-formatés par le logiciel. Ils ne sont ni en capitales, ni en gras.
- Le texte ne doit pas être écrit en capitales (les noms de famille non plus), ni en gras, ni en italique, ni en « petit »…
- Le gras n'est utilisé que pour surligner le titre de l'article dans l'introduction, une seule fois.
- L'italique est rarement utilisé : mots en langue étrangère, titres d'œuvres, noms de bateaux, etc.
- Les citations ne sont pas en italique mais en corps de texte normal. Elles sont entourées par des guillemets français : « et ».
- Les listes à puces sont à éviter, des paragraphes rédigés étant largement préférés. Les tableaux sont à réserver à la présentation de données structurées (résultats, etc.).
- Les appels de note de bas de page (petits chiffres en exposant, introduits par l'outil «  Source ») sont à placer entre la fin de phrase et le point final[comme ça].
- Les liens internes (vers d'autres articles de Wikipédia) sont à choisir avec parcimonie. Créez des liens vers des articles approfondissant le sujet. Les termes génériques sans rapport avec le sujet sont à éviter, ainsi que les répétitions de liens vers un même terme.
- Les liens externes sont à placer uniquement dans une section « Liens externes », à la fin de l'article. Ces liens sont à choisir avec parcimonie suivant les règles définies. Si un lien sert de source à l'article, son insertion dans le texte est à faire par les notes de bas de page.
- La présentation des références doit suivre les conventions bibliographiques. Il est recommandé d'utiliser les modèles {{Ouvrage}}, {{Chapitre}}, {{Article}}, {{Lien web}} et/ou {{Bibliographie}}. Le mode d'édition visuel peut mettre en forme automatiquement les références.
- Insérer une infobox (cadre d'informations à droite) n'est pas obligatoire pour parachever la mise en page.

Pour une aide détaillée, merci de consulter Aide:Wikification.
Si vous pensez que ces points ont été résolus, vous pouvez retirer ce bandeau et améliorer la mise en forme d'un autre article.
Pour les articles homonymes, voir Transformers (homonymie).
Transformers : Cyberverse est une série d'animation produite par Boulder Media Limited, Hasbro Studios et Allspark Animation pour Cartoon Network.
Cette série n'est pas reliée en continuité avec les précédentes Transformers: Prime ou associées.
En France, la série a été diffusée sur Gulli du 7 octobre 2018 au 27 octobre 2019. Au Québec, la série est diffusée sur Télétoon.
La troisième et la quatrième saison sont inédites dans les pays francophones.

## Synopsis
Bumblebee erre sur Terre sans aucun souvenir de son arrivée ou même de son identité lorsque sa partenaire, Windblade, le retrouve après avoir fui Cybertron. Pour l'aider à réparer ses fichiers mémoire, elle lui remémore leurs aventures et la guerre civile sur leur planète natale.
Au fur et à mesure que sa mémoire revient, Bumblebee et Windblade découvrent des indices qui leur permettront d'accomplir leur mission et de retrouver les autres Autobots. Mais ils ne sont pas les seuls cybertroniens sur Terre : Mégatron a en effet envoyé une avant-garde pour préparer sa venue, et ces derniers comptent bien tout faire pour empêcher les Autobots de contre-attaquer...
La structure scénaristique permet de raconter les origines des personnages, leurs histoires et celle de leur planète.
Elle est aussi dirigée vers une sorte de retour aux sources à la première série des années 80. Il n'y a aucun humain dans cette série.

## Fiche Technique
- Titre original : Transformers: Cyberverse
- Pays d'origine : États-Unis
- Réalisation : Robert Cullen & Ehud Landsberg
- Animation : Allspark Animation & Xentrix Studio
- Musique, générique : Max Repka
- Producteur : Peter Lewis
- Coproducteur : Mikiel Houser
- Sociétés de production : [Hasbro Studios] & [Boulder Media Limited]
- Genre : Action, aventure, science fiction, super héros
- Format : Série
- Durée : 10 / 12 minutes
- Scénarios:
- Sortie originale : Saison 1, première diffusion du 1er septembre au 29 décembre 2018 sur Cartoon Network[4].
- Sortie en France : 7 octobre 2018 sur Gulli[5].

Le studio Boulder Media Limited de Hasbro annonce travailler sur Transformers: Cyberverse en août 2017, prévu sur deux saisons nommées Chapitre 1 pour 2018 et Chapitre 2 pour 2019.
Le principe de cette série est de se centrer plus sur les personnages.

## Distribution

### Voix originales
- Jeremy Levy : Bumblebee, Perceptor, Rack'n'Ruin, Jetfire
- Jessica DiGiovanni : Windblade, Cosmos
- Jake Tillman : Optimus Prime
- Marc Thompson : Mégatron, Sky-Byte, Sludge
- Ryan Andes : Grimlock, Shockwave
- Billy Bob Thompson : Starscream, Wheeljack, Trypticon
- Todd Perlmutter : Ratchet
- Travis Artz : Hot Rod
- Deanna McGovern : Shadow Striker, Clobber (2e voix)
- Saskia Marx : Nova Storm, Clobber (1re voix)
- Dick Terhune : Prowl, Maccadam
- Jaime Lamchick : Arcee, Acid Storm, Chromia (2e voix), Nightbird
- Tony Daniels : Drift, Lockdown, Ramjet, Astrotrain, Kup
- Marc Swint : Soundwave, Raddus
- Liane Marie : Slipstream
- Latonia Phipps : Chromia (1re voix)
- JC Ernst : Blurr
- Ben Bott : Thundercracker
- TJ Nelson : Cheetor
- Rich Orlow : Alpha Trion, Slug, Snarl
- Ryan Nicolls : Dirge, Volcanicus
- Tomas Virgadula : Thrust
- Laurie Hymes : Swoop
- Xavier Paul : Dead End
- Brian Levinson : Shrapnel

### Voix françaises
- Alessandro Bevilacqua : Bumblebee
- Ludivine Deworst : Windblade
- Erwin Grünspan : Optimus Prime (saison 1), Mégatron (saison 1)
- Benoît Grimmiaux : Optimus Prime (saison 2)
- Robert Dubois : Maccadam, Mégatron (saison 2)
- Jean-Marc Amé : Starscream, Rack'n'Ruin, Teletraan-X
- Alain Eloy : Hot Rod, Shockwave, Thundercracker
- Olivier Cuvellier : Wheeljack, Ratchet, Soundwave, Prowl
- Fanny Dreiss : Chromia, Nova Storm, Shadow Striker, Acid Storm
- Pierre Bodson : Grimlock
- Jean-Michel Vovk : Drift
- Éléonore Meeùs : Slipstream
- Steve Driesen : Jetfire
- Gauthier de Fauconval : Blurr
- Jil Theunissen : Lugnut
- Stefano Paganini : Lockdown
- Jonathan Simon : Cheetor
- Jean-Philippe Lejeune : Sky-Byte, Sawtooth
- Nicolas Matthys : Croaton

- Version française
  - Studio de doublage : SDI Media Belgium
  - Direction artistique : Olivier Cuvellier
  - Adaptation : Eugénie Delporte, Sophie Servais et Gaspard Caupeil

## Épisodes

### Saison 1 (2018)[8]
18 épisodes : Titres français (Titres originaux)
1. Fragmenté (Fractured)
2. Souvenirs (Memory)
3. L'Allspark (Allspark)
4. Le Voyage (The Journey)
5. Derrière le voile (Whiteout)
6. Mégatron est mon héros (Megatron Is My hero)
7. Le cube (Cube)
8. Retour à Vélocitron (Terminal velocity)
9. Shadow Striker (Shadowstriker)
10. Maccadam's (MacCadam's)
11. Sabotage (Sabotage)
12. Teletraan X (Teletraan-X)
13. Matrice de commandement (Matrix of Leadership)
14. Captive (Siloed)
15. Le roi des dinosaures (King of the Dinosaurs)
16. Objectif extinction (The Extinction Event)
17. Le réveil des géants (Awaken Sleeping)
18. Éruption (Eruption)

### Saison 2 (2019-2020)
18 épisodes : Titre français (Titres originaux)
1. La mer de tranquillité (Sea of Tranquility)
2. La lune noire (Brad Moon Rising)
3. Le visiteur (The Visitor)
4. Votre cible : Optimus Prime (Bring Me the Spark of Optimus Prime)
5. Epreuves (Trials)
6. Ténébreuse naissance (Dark Birth)
7. Négociations (Parley)
8. Les enfants de Starscream (Starscream's Children)
9. Nouveau poste (Spotted)
10. Sciences secrète (Secret Science)
11. Une Vengeance infinie (Infinite Vendetta)
12. Je suis l'allspark (I Am the Allspark)
13. Tragi-Comédie (Escape From Earth)
14. Une fête mouvementée (Party Down)
15. Surf Spatial (Wiped Out)
16. La ville fantôme (Ghost Town)
17. Tempête Parfaite (Perfect Storm)
18. Le Carrefour (The Crossroads)

### Saison 3 (2020)
26 épisodes : Titre français (Titres originaux)
1. Titre en français inconnu (The Battle for Cybertron: Part 1)
2. Titre en français inconnu (The Battle for Cybertron: Part 2)
3. Titre en français inconnu (The Battle for Cybertron: Part 3)
4. Titre en français inconnu (The Battle for Cybertron: Part 4)
5. Titre en français inconnu (The Loop)
6. Titre en français inconnu (The Dead End)
7. Titre en français inconnu (The Sleeper)
8. Titre en français inconnu (The Citizen)
9. Titre en français inconnu (The Trial)
10. Titre en français inconnu (The Prisoner)
11. Titre en français inconnu (The Scientist)
12. Titre en français inconnu (The Alliance)
13. Titre en français inconnu (The Judge)
14. Titre en français inconnu (The End of the Universe: Part 1)
15. Titre en français inconnu (The End of the Universe: Part 2)
16. Titre en français inconnu (The End of the Universe: Part 3)
17. Titre en français inconnu (The End of the Universe: Part 4)
18. Titre en français inconnu (Enemy Line)
19. Titre en français inconnu (Thunderhowl)
20. Titre en français inconnu (Wild Wild Wheel)
21. Titre en français inconnu (Alien Hunt! With Meteorfire and Cosmos)
22. Titre en français inconnu (Journey to the Valley of Repugnus)
23. Titre en français inconnu (Rack N' Ruin N' Ratchet)
24. Titre en français inconnu (Dweller in the Depths)
25. Titre en français inconnu (Silent Strike)
26. Titre en français inconnu (The Other One)

### Saison 4 (2021)
2 épisodes : Titre français (Titres originaux)
1. Titre en français inconnu (The Immobilizers)
2. Titre en français inconnu (The Perfect Decepticon)